# Ganlea
Genre
Espèce
Ganlea est un genre éteint de la famille, également éteinte, des Amphipithecidae, des primates anthropoïdes qui vivaient en Asie il y a environ 38 millions d'années à la fin de l'Éocène. Sa découverte conforte l'hypothèse selon laquelle les anthropoïdes seraient originaires d'Asie, sans pour autant remettre en cause l'émergence africaine de la lignée humaine.

## Publication originale
- (en) K. Christopher Beard, Laurent Marivaux, Yaowalak Chaimanee, Jean-Jacques Jaeger, Bernard Marandat, Paul Tafforeau, Aung Naing Soe, Soe Thura Tun et Aung Aung Kyaw, « A new primate from the Eocene Pondaung Formation of Myanmar and the monophyly of Burmese amphipithecids », Proceedings of the Royal Society B, Royal Society, vol. 276, no 1671,‎ 22 septembre 2009, p. 3285-3294 (ISSN 0962-8452 et 1471-2954, PMID 19570790, PMCID 2817178, DOI 10.1098/RSPB.2009.0836).